# Baschir Magomedowitsch Warajew

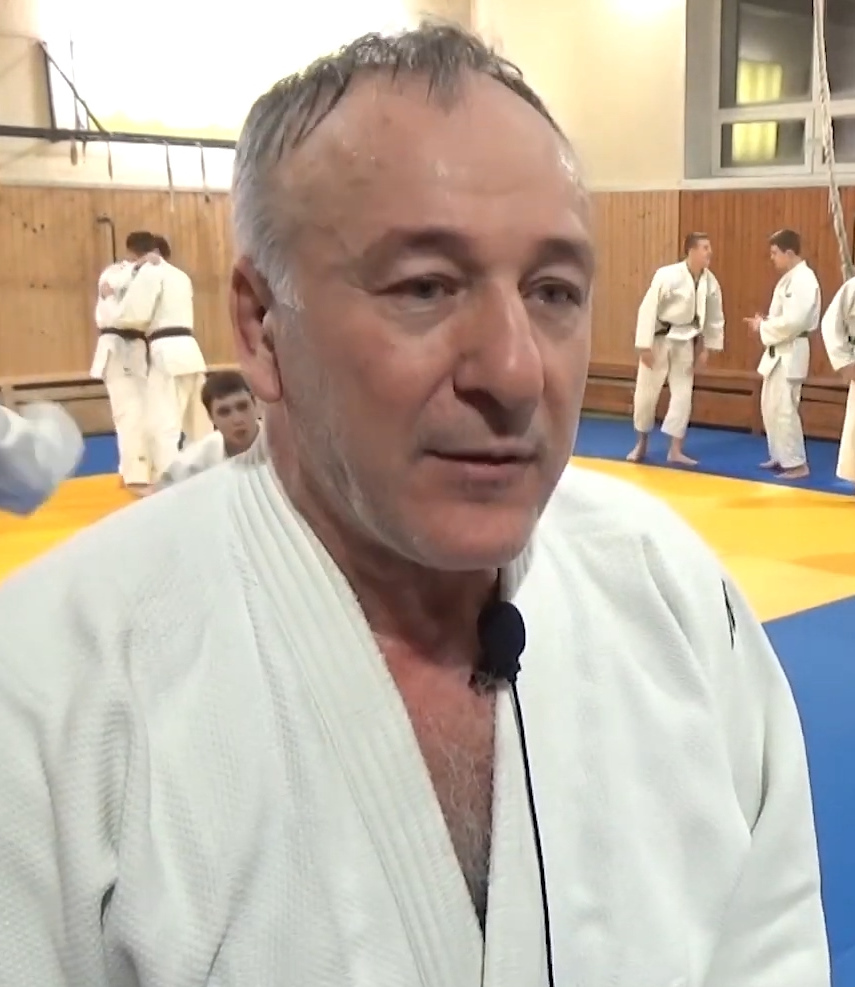
Baschir Magomedowitsch Warajew

Baschir Magomedowitsch Warajew (russisch Башир Магомедович Вараев; * 23. Februar 1964 in Grosny) ist ein ehemaliger sowjetischer Judoka. Er war viermaliger Europameister und gewann 1988 eine olympische Bronzemedaille.

## Leben
Der 1,78 m große Warajew trat als Junior im Leichtgewicht an. 1983 belegte er den zweiten Platz bei den Juniorenweltmeisterschaften, 1983 und 1984 war er Junioreneuropameister.
Ab 1986 startete Warajew im Halbmittelgewicht, der Klasse bis 78 kg. 1986, 1987 und 1988 war er sowjetischer Meister. Bei den Europameisterschaften 1987 gewann er im Halbfinale gegen den Deutschen Frank Wieneke, im Finale besiegte er den Franzosen Jean-Michel Berthet. Bei den Weltmeisterschaften 1987 in Essen bezwang er im Halbfinale den Südkoreaner Lee Koai-hwa. Nach seiner Finalniederlage gegen den Japaner Hirotaka Okada erhielt Warajew die Silbermedaille. Im Jahr darauf traf Warajew im Finale der Europameisterschaften 1988 auf Frank Wieneke und gewann den Titel. Bei den Olympischen Spielen 1988 unterlag er im Halbfinale dem Polen Waldemar Legień, anschließend besiegte Warajew den Kanadier Kevin Doherty und sicherte sich eine Bronzemedaille.
1989 traf Baschir Warajew im Finale der Europameisterschaften erneut auf Frank Wieneke und gewann wie im Vorjahr. Bei den Weltmeisterschaften in Belgrad unterlag er im Halbfinale gegen den Japaner Tatsuto Mochida, im Kampf um Bronze gewann er gegen den US-Judoka Jason Morris. 1990 gewann Warajew seinen vierten Europameistertitel in Folge, sein Finalgegner war der Ungar Zsolt Zsoldos. Drei Monate später siegte er auch bei den Goodwill Games in Seattle. Bei den Europameisterschaften 1991 unterlag er früh im Turnier dem Niederländer Anthonie Wurth, kämpfte sich aber anschließend bis zur Bronzemedaille durch. Ebenfalls Bronze gewann Warajew bei den Weltmeisterschaften 1991 in Barcelona, nach einer frühen Niederlage gegen den Deutschen Daniel Lascau sicherte er sich die Medaille durch einen Sieg über Anthonie Wurth.
Für die Olympischen Sommerspiele 1992 konnte sich Baschir Warajew nicht qualifizieren. Im Halbmittelgewicht trat stattdessen sein Bruder Scharip Warajew an, nachdem dieser Dritter der Europameisterschaften 1992 war.